# Compétitions artistiques aux Jeux olympiques d'été de 1948
Des concours d'art officiels ont lieu à l’occasion des Jeux olympiques d'été de 1948, à Londres, en Angleterre. Ces compétitions artistiques qui sont organisées depuis 1912 sont considérées comme une partie intégrante des Jeux olympiques et se concluent par des remises de médailles, au même titre que les épreuves sportives. Ainsi, trente-deux médailles sont décernées à Londres (8 en or, 11 en argent et 13 en bronze), réparties entre treize pays dont les artistes ont concouru dans cinq domaines artistiques majeurs : architecture, littérature, musique, peinture et sculpture. Sachant que chacune est déclinée en sous-catégories. Ainsi la sculpture comprend trois épreuves spécifiques : statues, médailles et  reliefs.

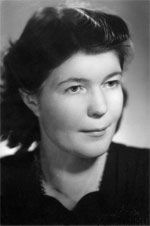
La Finlandaise Aale Tynni médaillée d’or en littérature pour « La renommée de la Grèce ».

## Organisation et bilan
Les œuvres d'art envoyées par leurs auteurs sont exposées du 15 juillet au 14 août, dans sept galeries du Victoria and Albert Museum, situé dans le district de South Kensington. Des productions de vingt-sept pays différents sont ainsi exposées. Toujours les mêmes conditions sont de rigueur en ce qui concerne les artistes en lice : ils doivent obligatoirement avoir le statut amateur et leurs œuvres doivent s’inspirer étroitement du thème du sport.
Le concours de littérature attire quarante-quatre candidatures et le concours de musique trente-six. Toutefois, le nombre global d’engagés est relativement faible (315), bien inférieur à celui des Jeux de 1936, où il y en avait plus de 500. Une baisse sans doute due à l’absence de l’Allemagne et du Japon (bannis des Jeux olympiques), mais également des États-Unis. La délégation américaine ayant choisi de ne pas envoyer de représentants aux concours d’art, en raison d’une baisse d'intérêt du public, déjà perceptible en 1936.
Au bilan des médailles, c’est la Finlande qui arrive en tête de la compétition avec 4 médailles dont 2 en or, alors que seulement 7 artistes finlandais ont envoyé des œuvres à Londres. Parmi eux se trouve Aale Tynni, la première (et la seule) femme à remporter un titre olympique en art.
Par ailleurs, le britannique John Copley remporte la médaille d’argent dans l’épreuve de gravure, à l’âge de 73 ans. Il demeure encore aujourd’hui le médaillé le plus âgé de l’histoire des Jeux olympiques. Quant au Suisse, Alex Diggelmann, il obtient, dans la catégorie «arts graphiques», deux médailles pour des affiches à caractère sportif : l’argent pour l’Affiche des Championnats du monde de cyclisme et le bronze pour l’Affiche des Championnats du monde de hockey sur glace.
Les concours d'art de Londres de 1948 seront cependant les derniers organisés aux Jeux olympiques. L'absence d'une fédération internationale et le fait que la plupart des artistes soient en réalité des professionnels conduisent en effet le Comité international olympique à les supprimer. En dépit d’une dernière tentative pour les rétablir avant les Jeux olympiques d'été de 1952, à Helsinki, les Compétitions artistiques aux Jeux olympiques sont définitivement enterrés en 1954, lors de la Session du CIO à Athènes et remplacés par une exposition d'art olympique.

## Tous les médaillés

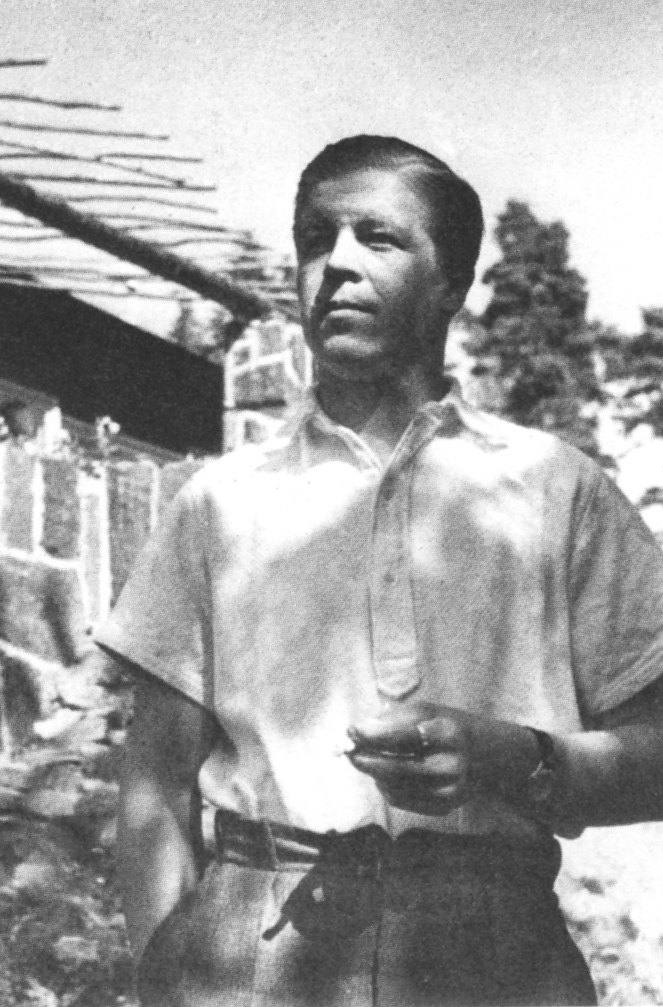
L’architecte finlandais Ilmari Niemeläinen médaillé de bronze en urbanisme.

| Disciplines artistiques                               | Or                                                            | Argent | Bronze                                                             |
| ----------------------------------------------------- | ------------------------------------------------------------- | --- | ------------------------------------------------------------------ |
| Projets architecturaux                                | Adolf Hoch (en) pour Tremplin de ski sur le Kobenzl           | Alfred Rinesch (en) pour Centre des sports nautiques en Carinthie                                                          | Nils Olsson (en) pour Piscine et salle de sports à Göteborg        |
| Urbanisme                                             | Yrjö Lindegren pour Centre d'athlétisme de Varkaus            | Werner Schindler (en) et Edy Knupfer (en) pour Centre d'entraînement de gymnastique et de sport de la Confédération suisse | Ilmari Niemeläinen (en) pour Le centre d'athlétisme de Kemi        |
| Sculpture : statues                                   | Gustaf Nordahl (en) pour Hommage à Ling                       | Chintamoni Kar (en) pour Patineuse                                                                                         | Hubert Yencesse pour Nageuse                                       |
| Sculpture : médailles                                 | non décerné                                                   | Oskar Thiede (en) pour Huit plaquettes sportives                                                                           | Edwin Grienauer (en) pour Prix de concours d'aviron                |
| Sculpture : reliefs                                   | non décerné                                                   | non décerné | Rosamund Fletcher (en) pour La fin de la cachette                  |
| Peintures                                             | Alfred Thomson (en) pour Les championnats amateurs de Londres | Giovanni Stradone (en) pour Le Pistard                                                                                     | Letitia Marion Hamilton (en) pour Chasse à courre                  |
| Arts graphiques                                       | non décerné                                                   | Alex Diggelmann (en) pour Championnat du monde de cyclisme                                                                 | Alex Diggelmann (en) pour Championnat du monde de hockey sur glace |
| Arts appliqués et gravures                            | Albert Decaris pour Piscine                                   | John Copley (en) pour Joueurs de polo                                                                                      | Walter Battiss pour Sport à la plage                               |
| Littérature : œuvres lyriques                         | Aale Tynni pour La renommée de la Grèce                       | Ernst van Heerden (en) pour Six poèmes                                                                                     | Gilbert Prouteau pour Rythme du stade                              |
| Littérature : œuvres épiques                          | Giani Stuparich pour La Grotte                                | Josef Petersen (en) pour Le champion olympique                                                                             | Éva Földes (en) pour La source de jeunesse                         |
| Musique                                               | non décerné                                                   | non décerné | Gabriele Bianchi (en) pour Hymne olympique                         |
| Musique : compositions de chant pour soliste ou chœur | Zbigniew Turski pour Symphonie olympique                      | Kalervo Tuukkanen pour Karhunpyynti                                                                                        | Erling Brene (en) pour Vigueur                                     |
| Musique : compositions pour instruments ou orchestre  | non décerné                                                   | John Weinzweig pour Divertimenti pour flûte solo et orchestre                                                              | Sergio Lauricella (en) pour Toccata per pianoforte                 |

## Tableau des médailles
| Rang | Nation          | Or | Argent | Bronze | Total |
| ---- | --------------- | -- | ------ | ------ | ----- |
| 1    | Finlande        | 2  | 1      | 1      | 4     |
| 2    | Autriche        | 1  | 2      | 1      | 4     |
| -    | Grande-Bretagne | 1  | 2      | 1      | 4     |
| 4    | Italie          | 1  | 1      | 2      | 4     |
| 5    | France          | 1  | 0      | 2      | 3     |
| 6    | Suède           | 1  | 0      | 1      | 2     |
| 7    | Pologne         | 1  | 0      | 0      | 1     |
| 8    | Suisse          | 0  | 2      | 1      | 3     |
| 9    | Danemark        | 0  | 1      | 1      | 2'    |
| -    | Afrique du Sud  | 0  | 1      | 1      | 2     |
| 11   | Canada          | 0  | 1      | 0      | 1     |
| 12   | Hongrie         | 0  | 0      | 1      | 1     |
| -    | Irlande         | 0  | 0      | 1      | 1     |
|      | Total           | 8  | 11     | 13     | 32    |

Les médailles des compétitions artistiques sont incluses dans les tableaux de médailles globaux du CIO et du site « olympedia.org ». Voir(en)  

## Sources
- Bilan complet des compétitions artistiques de 1948 sur OLympedia.org.
- Bilan officiel des compétitions artistiques de 1948 sur Olympic Museum.
- Pierre Lagrue, « Les concours d’art et littérature », sur L'olympisme inattendu